# Programme d'appui au commerce et à l'intégration régionale
 (octobre 2014).
Si vous disposez d'ouvrages ou d'articles de référence ou si vous connaissez des sites web de qualité traitant du thème abordé ici, merci de compléter l'article en donnant les références utiles à sa vérifiabilité et en les liant à la section « Notes et références ».
Le Programme d'appui au commerce et à l'intégration régionale (PACIR) est un programme de l'Union européenne à destination de l'Afrique de l'Ouest, et particulièrement de la Côte d'Ivoire. Lancé en 2010, il vise à apporter un appui institutionnel et opérationnel pour l’amélioration du cadre des affaires et le renforcement de la compétitivité des exportations. Ce programme est financé par l’Union Européenne et mis en œuvre par plusieurs agences d’exécution, dont le Centre du commerce international (ITC).